# Ding Yaokang
Ding Yaokang (丁耀亢, Wade-Giles: Ting Yao-kang), kinesisk författare och dramatiker (1599-1669) som levde i slutet av Ming- och början av Qingdynastin, använde även pseudonymerna Zeyang Daoren och Ye Hu.
Ding föddes i Zhucheng i provinsen Shandong och avlade vid 19 års ålder examen xiucai (doktor av första graden). Efter sin examen reste han omkring i Sydkina, umgicks med berömda intellektuella och grundade med dem ett litterärt sällskap. Efter hemkomsten skrev han ett historiskt verk i tio band (Tianshi 天史). Senare for han till Peking och fick efter dispens gå upp direkt i tredje och högsta gradens examination. Därefter erhöll han en befattning som lärare "under vita manchuriska banéret". Senare utnämndes han till skolinspektör och slutligen till provinsråd. I sextioårsåldern angreps han av en ögonsjukdom.

## Verk översatt till svenska
- Månens och vindarnas lek (översättning Margareta Ångström, Hökerberg, 1960) (från tyska Blumenschatten hinter dem Vorhang som översatts och bearbetats av dr Franz Kuhn (), originaltitel Houlian huaying eller Xu jinpingmei)

"Xu jinpingmei (Hsü Chin Ping Mei), "Fortsättning på Jinpingmei" () består av 60 kapitel. De tolv sista kapitlen består av historiska och filosofiska betraktelser. "Houlian huaying" (Ko Lien Hua Ying) är en förkortad version utan de tolv sista kapitlen.